# Heerlijkheid Niederkranichfeld
Niederkranichfeld was een tot de Opper-Saksische Kreits behorende heerlijkheid binnen het Heilige Roomse Rijk.
Kranichfeld wordt in 1143 voor het eerst vermeld. De heren waren een zijlinie van de graven van Käfernburg. In 1172 werd de heerlijkheid Kranichfeld verdeeld in Oberkranichfeld en Niederkranichfeld. Niederkranichfeld werd in 1233 een leen van het keurvorstendom Mainz. Omstreeks 1310 stierven de heren van Niederkranichfeld uit, maar de heerlijkheid was toen al als pand in het bezit van het graafschap Schwarzburg.
In 1412 kwam de heerlijkheid aan de burggraven van Kirchberg, die het in 1455 aan de graven van Gleichen-Blankenhain verkochten. Na het uitsterven van de graven van Gleichen in 1631 kwam het aan de heren van Mörsberg, die het in 1675 aan de graven van Hatzfeld verkochten.
Na het uitsterven van Hatzfeld in 1794 viel het terug aan de leenheer, het keurvorstendom Mainz. Door de Reichsdeputationshauptschluss van 1803 vielen alle bezittingen van Mainz in Thüringen toe aan het koninkrijk Pruisen, dus ook Niederkranichfeld. In 1807 kwam het samen met Erfurt onder direct bestuur van het keizerrijk Frankrijk. In 1813 nam Pruisen het weer in bezit, maar na het Congres van Wenen in 1815 stond Pruisen het af aan het groothertogdom Saksen-Weimar-Eisenach. Uiteindelijk stond het groothertogdom het in 1912 af aan het hertogdom Saksen-Meiningen.